# Liste des personnalités célèbres du Japon
 (juillet 2021).
Si vous disposez d'ouvrages ou d'articles de référence ou si vous connaissez des sites web de qualité traitant du thème abordé ici, merci de compléter l'article en donnant les références utiles à sa vérifiabilité et en les liant à la section « Notes et références ».
Voici une liste non exhaustive de personnalités célèbres du Japon (有名人, yūmeijin).

## Comédiens

### Hommes
- Hiroyuki Sanada
- Shōzō Hayashiya IX
- Takeshi Kitano
- Hiro Mizushima
- Shun Oguri
- Masaaki Sakai
- Kōichi Yamadera
- Ken Matsudaira
- Tatsuya Fujiwara
- Ken Watanabe
- Hayato Ichihara

### Femmes
- Maki Horikita
- Misaki Itō
- Koyuki
- Ryoko Yonekura
- Aya Ueto
- Keiko Kitagawa
- Masami Hisamoto

## Idoles

### Hommes
- Akanishi Jin
- Aiba Masaki
- Chiba Ryohei
- Chinen Yuuri
- Daiki Arioka
- Domoto Koichi
- Domoto Tsuyoshi
- Inagaki Goro
- Kamenashi Kazuya
- Kato Shigeaki
- Katori Shingo
- Kei Inoo
- Kimura Takuya
- Koike Teppei
- Kota Yabu
- Kusanagi Tsuyoshi
- Kusano Hironori
- Masuda Takahisa
- Matsumoto Jun
- Ryutaro Morimoto
- Murakami Shingo
- Nakai Masahiro
- Nakajima Yuto
- Nakamaru Yuichi
- Ninomiya Kazunari
- Nishikido Ryo
- Ogata Ryuichi
- Ryosuke Yamada
- Okada Junichi
- Keito Okamoto
- Ohno Satoshi
- Sakurai Sho
- Shibutani Subaru
- Tachibana Keita
- Taguchi Junnosuke
- Tanaka Koki
- Tegoshi Yuya
- Hiroki Uchi
- Ueda Tatsuya
- Yamashita Tomohisa
- Yaotome Hikaru
- Yasuda Shota
- Yokoyama Yu
- Yuya Takaki

### Femmes
- Akiyama Rina
- Aya Ueto
- Koike Eiko
- Nakagawa Shoko
- Natsukawa Jun
- Uehara Takako
- Yamamoto Azusa

## Mannequins
- Ebihara Yuri
- Fujiwara Norika
- Horiuchi Yoko
- Inoue Waka
- Oshikiri Moe
- Umemiya Anna
- Yamada Yu
- Josh Snow
- Oguri Shun
- Jenny Pat Jenny Murata Pat

## Musiciens et chanteurs

### Hommes
- Gackt
- Go Hiromi
- Kuwano Nobuyoshi
- Miyavi
- Matsumoto Hideto
- Saijo Hideki
- Hayashi Yoshiki
- Kazuya Kamenashi
- Ryūichi Sakamoto
- Ikuta Toma
- Tomohisa Yamashita (YamaPi)
- Takarai Hideto (Hyde)

### Femmes
- Akiko Wada
- Aya Hirano
- Ayumi Hamasaki
- Chihiro Onitsuka
- Hiroko Shimabukuro
- Nakashima Mika
- Namie Amuro
- Imai Eriko
- Kumi Koda
- Utada Hikaru
- YUI
- Hiroko Anzai
- Mew Azama
- Aki Hoshino
- Beni Arashiro
- Mari Amachi
- Bonnie Pink
- Crystal Kay
- Alisa Durbrow
- Kanako Enomoto
- Asami Fujimura
- Miki Fujimoto
- Garnet Crow
- Goto Maki
- Chisaki Hama
- Ryoko Hirosue
- Hiro
- Ayaka Hirahara
- Halna
- Chitose Hajime
- Hagiwara Mai
- Waka Inoue
- Satomi Ishihara
- Inoue Mao
- Aiko Kayo
- Kia Sakara
- Kaji Meiko
- Keiko Kitagawa
- Ayumi Kinoshita
- Ayaka Komatsu
- Miho Komatsu
- Reon Kadena
- Chiaki Kuriyama
- Kanata Hongo
- Kusumi Koharu
- Kawabe Chieco
- Kanbe Miyuki
- Kawase Tomoko
- Lia
- Aya Matsuura
- Megumi
- Mihiro Taniguchi
- Seiko Matsuda
- Saori Minami
- Masako Mori (musicien enka)
- Mizuki Nana
- Myco
- Shoko Nakagawa
- Yukie Nakama
- Miho Nakayama
- Hikaru Nishida
- Jun Natsukawa
- Natsuyaki Miyabi
- Megumi Odaka
- Yuko Ogura
- Takako Ohta
- Yukiko Okada
- Ribbon
- Erika Sawajiri
- Noriko Sakai
- Maaya Sakamoto
- Miyu Sawai
- Ai Otsuka
- Sayaka
- Ikue Sakakibara
- Junko Sakurada
- Suzuki Airi
- Reina Tanaka
- Tsugunaga Momoko
- Aya Ueto
- Takako Uehara
- Momoe Yamaguchi
- Miho Yoshioka
- Ito Yuna
- Yui Aragaki
- Yui Makino

## Tarento(personnalités de TV et radio)

### Hommes
- Masaki Aiba (Arashi)
- Sanma Akashiya (en)
- Egashira 2:50
- Terry Itō (ja)
- Yusuke Kamiji (en)
- Takuya Kimura (SMAP)
- Hitoshi Matsumoto (Downtown)
- Jun Matsumoto
- Seiji Miyane (ja)
- Mino Monta
- Kazunari Ninomiya (Arashi)
- Satoshi Ōno (Arashi)
- Hikari Ōta (en) (Bakusho Mondai)
- Shō Sakurai (Arashi)
- Shinsuke Shimada (ja)
- Ken Shimura
- Masaki Sumitani (Razor Ramon Hard Gay)
- Masashi Tashiro
- Takajin (en)
- Tamori
- George Tokoro (en)
- Satoshi Tsumabuki

### Femmes
- Becky
- Matsuko Deluxe (ja)
- Ai Haruna
- Kano sisters (en)
- Atsuko Maeda (AKB48)
- Yūko Ōshima (AKB48)
- Erika Sawajiri

## Écrivains etmangaka
- Tetsuko Kuroyanagi
- Hiro Mashima
- Takaaki Mitsuhashi (ja)
- Haruki Murakami
- Eiichirō Oda
- Akira Toriyama
- Masashi Kishimoto
- Ai Yazawa
- Jun'ichirō Tanizaki
- Kohei Horikoshi

## Sportifs
- Mao Asada
- Ayumu Goromaru
- Tatsunori Hara
- Keisuke Honda
- Ryo Ishikawa (en)
- Shinji Kagawa
- Hideki Matsui
- Shūzō Matsuoka
- Shigeo Nagashima
- Shunsuke Nakamura
- Hidetoshi Nakata
- Kei Nishikori[1]
- Sadaharu Oh
- Takeshi Okada
- Ichiro Suzuki
- Yuzuru Hanyu
- Takuma Sato

## Politiciens
- Shinzō Abe
- Tarō Asō
- Yukio Edano
- Tōru Hashimoto
- Yukio Hatoyama
- Hideo Higashikokubaru (en)
- Shigeru Ishiba
- Shintarō Ishihara
- Shizuka Kamei
- Naoto Kan
- Jun'ichirō Koizumi
- Shinjirō Koizumi
- Seiji Maehara
- Yōichi Masuzoe
- Ichirō Ozawa
- Renhō
- Sadakazu Tanigaki
- Yoshimi Watanabe

## Chefs d'entreprise
- Takafumi Horie (Livedoor)
- Daisaku Ikeda (Soka Gakkai)
- Kazuo Inamori (en) (Kyocera, KDDI, JAL)
- Satoru Iwata (Nintendo)
- Hiroshi Mikitani (Rakuten)
- Shigeru Miyamoto (Nintendo)
- Hiroyuki Nishimura (2channel)
- Masayoshi Son (SoftBank)
- Akio Toyoda (Toyota)
- Tsuneo Watanabe (Yomiuri Shinbun)
- Tadashi Yanai (Fast Retailing)

## Autres
- Hayao Miyazaki[2]
- Naruhito (Empereur du Japon)
- Hideaki Anno
- Yasushi Akimoto
- Iori Mochizuki
- Akira Ikegami (ja)
- Masaaki Shirakawa (Banque du Japon)
- Hiromasa Yonekuru (ja) (Keidanren)